# Gare de Shin-Koiwa
La gare de Shin-Koiwa (新小岩駅, Shin-Koiwa-eki) est une gare ferroviaire de l'arrondissement de Katsushika à Tokyo au Japon. Elle est exploitée par la compagnie JR East. La gare a connu lors de l'été 2011 une série de suicides.

## Situation ferroviaire
La gare de Kinshichō est située au point kilométrique (PK) 10,0 de la ligne Sōbu.

## Histoire
La gare a été inaugurée le 10 juillet 1928.

## Services aux voyageurs

### Accès et accueil
La gare dispose d'un bâtiment voyageurs, avec guichet, ouvert tous les jours.

### Desserte
- Ligne Chūō-Sōbu
  - voie 1 : direction Shinjuku, Nakano et Mitaka
  - voie 2 : direction Funabashi et Chiba
- Ligne Sōbu :
  - voie 3 : direction Tokyo (interconnexion la ligne Yokosuka pour Yokohama et Yokosuka)
  - voie 4 : direction Chiba